# Nahal Hever
Nahal Hever (en hebreo: נחל חבר; en árabe: wadi al-Khabat) es una corriente en el desierto de Judea que fluye desde Ein Gedi y Masada al mar Muerto.[cita requerida]
A la cabeza de la corriente están dos cuevas, la "Cueva de las Cartas" (מערת האיגרות) y, más arriba, la "Cueva de los Horrores" (מערת האימה), en donde se han encontrado evidencias arqueológicas de la Rebelión de Bar Kojba (132 -136).[cita requerida]
Se llamó "Cueva de las Cartas" debido a la gran cantidad de manuscritos y cartas que se descubrieron y se extrajeron de allí. Los sitios se descubrieron entre 1953 y 1960-1961, y fueron investigados por Yigael Yadin. Los papiros se publicaron en dos volúmenes, en griego (1989), y en hebreo y en arameo (1991).
En marzo del 2021, se hallaron (junto con objetos de los años 132-136 d. C., el esqueleto momificado de un niño de 6 mil años de antigüedad y una cesta de 10 mil 500 años) fragmentos de un pergamino bíblico escrito en griego, en una cueva, en un acantilado cerca de la "Cueva de los Horrores" (llamada así por el número de esqueletos allí encontrados por beduinos en las décadas de 1950 y de 1960), fragmentos que permiten reconstruir pasajes de los libros de Zacarías y Nahum, parte del Libro de los Doce Profetas Menores, y que podrían contribuir a entender la historia de la traducción griega de la Biblia.